# Facultad de enfermería Rory Meyers de la Universidad de Nueva York
La Facultad de enfermería Rory Meyers de la Universidad de Nueva York, es una facultad universitaria de la Universidad de Nueva York que se dedica a la enseñanza en programas de pregrado en enfermería y experiencia clínica.

## Historia
La cátedra de enfermería inicio en 1932. El Departamento de Enfermería se estableció en 1947, bajo la dirección de Vera Fry quien era la Directora del plan de estudios de educación de enfermería en 1944 y fue la primera en articular objetivos y filosofía para un departamento de enfermería. Martha Rogers se convirtió en presidenta del Departamento de Educación de Enfermeras en 1954. Con el liderazgo de Rogers, la Universidad de Nueva York se convirtió en una de las primeras universidades en tratar la enfermería como una ciencia con un cuerpo de conocimiento distinto desarrollado a través de la investigación. El innovador modelo de Rogers para la ciencia de los seres humanos unitarios proporcionó una base teórica para la práctica, la educación y la investigación de enfermería. Rogers se desempeñó como profesora y jefe de la División de Enfermería de la Universidad de Nueva York hasta 1975, y continuó como profesora hasta su jubilación en 1979.
Estelle Massey Osborne, profesora asistente de enfermería en la Universidad, hizo contribuciones duraderas en las áreas de enseñanza, salud pública, administración, publicación, investigación y servicio comunitario. Osborne recibió muchos honores y premios, entre ellos la Enfermera del Año de la División de Enfermería de la Universidad de Nueva York y una membresía honoraria en la Academia Americana de Enfermería en 1978. Erline P. McGriff se convirtió en jefe de la División en 1976. Durante la siguiente década, McGriff y su sucesora, Patricia Winstead-Fry, dirigieron una expansión sustancial del programa de maestría, en parte al mejorar la participación de la investigación para los estudiantes graduados. 
Diane O'Neill McGivern fue la directora de la División de 1987 a 2001. Bajo su dirección, se llevaron a cabo nuevos programas académicos, prácticas basadas en la comunidad, iniciativas de investigación ampliadas y crecimiento. En los años 90, NYU Nursing inició programas clínicos de posgrado en enfermería de práctica avanzada. Se abrió una clínica escolar en Brooklyn y se estableció el Programa de Obstetricia. Se establecieron el Centro Muress Pless para la Investigación en Enfermería y el Centro Virginia Pless para la Investigación en Enfermería, el Centro Martha Rogers para el Estudio de la Ciencia de la Enfermería y el Instituto de la Fundación John A. Hartford para la Enfermería Geriátrica.
En septiembre de 2005, la División de Enfermería de la Universidad de Nueva York se mudó del Colegio Steinhardt de Cultura, Educación y Desarrollo Humano para formar el Colegio de Enfermería en la Facultad de Odontología. En junio de 2015, la Junta de Fideicomisarios de la Universidad votó a favor de que la Facultad de Enfermería pasara al estado de universidad completa a partir del año académico de otoño de 2015, convirtiéndose en uno de los tres colegios de la nueva Facultad de la Salud. En abril de 2016, la escuela anunció que pasaría a llamarse Escuela de Enfermería Rory Meyers de la Universidad de Nueva York luego de una contribución de U$ 30 millones de Rose Marie "Rory" Meyers y su esposo Howard Meyers. La donación fue el regalo más grande para una escuela de enfermería establecida en la historia de la educación de enfermería.